# Belmont Courthouse State Historic Park

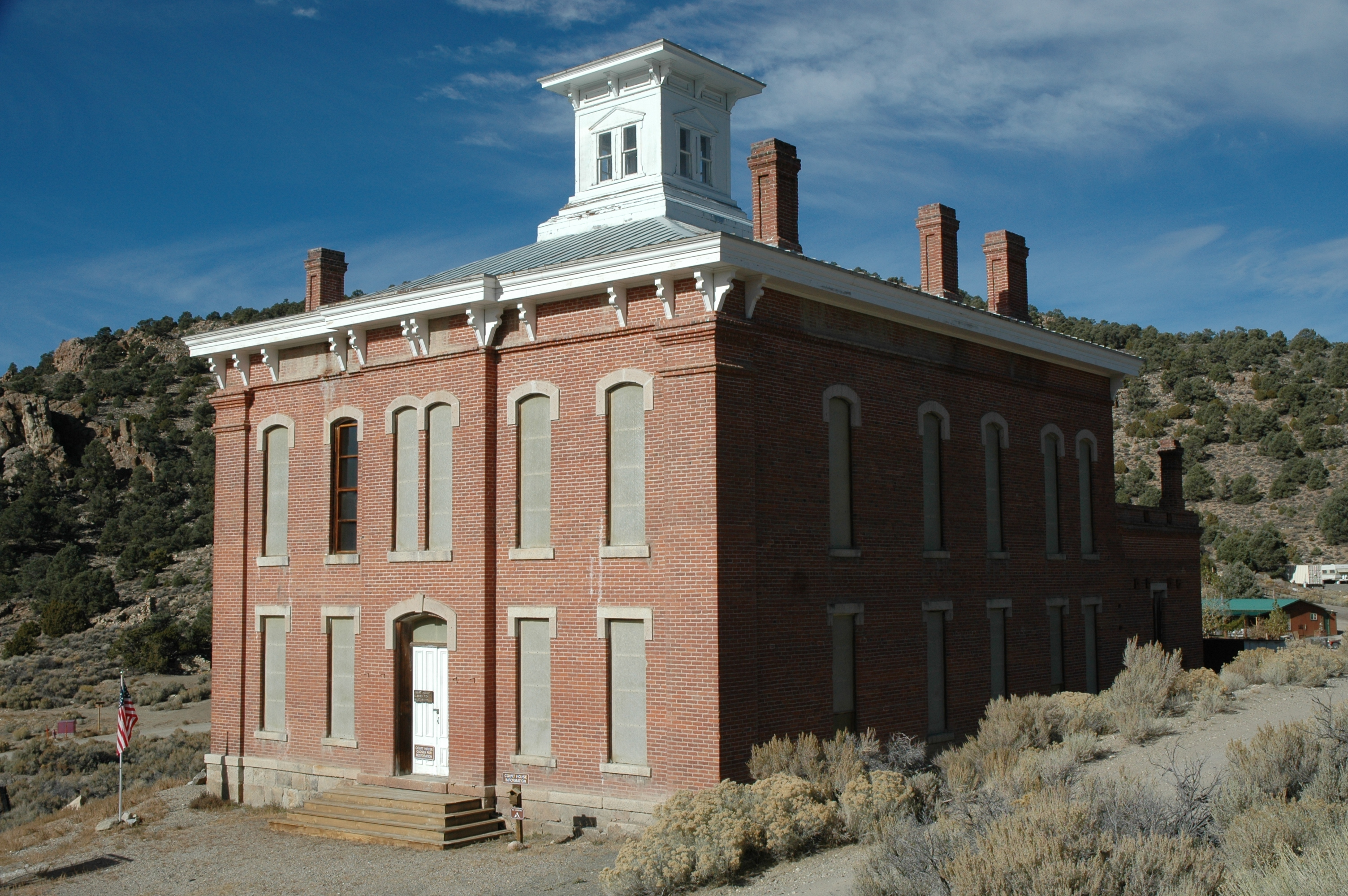
Belmont Courthouse, 2009

Der Belmont Courthouse State Historic Park ist ein State Park im Nye County in Nevada. Er besteht aus einem ehemaligen Courthouse, einem Verwaltungs- und Gerichtsgebäude und befindet sich in der Geisterstadt Belmont, 75 km nordöstlich von Tonopah. Er ist über den U.S. Highway 6, die Nevada State Route 376 und die Monitor Valley Route erreichbar. Der Nevada Division of State Parks wurde das Courthouse 1974 vom Nye County urkundlich übertragen. Das Staatsparlament von Nevada übertrug das Belmont Courthouse wieder zurück an Nye County, seither sorgt die Non-Profit-Organisation 'The Friends of the Belmont Courthouse' für die weiteren Sanierung und den Erhalt des Gebäudes.
1865 machte ein unbekannter Indianer die ersten Funde einer reichhaltigen oberflächennahen Silbererzlagerstätte. Der Mexikaner Antoine Borquez besorgte sich noch im Oktober desselben Jahres die Schürfrechte. Innerhalb der nächsten zwei Jahre entwickelte sich aus einer Ansammlung von Zelten eine vorzeigbare Stadt mit einer Bank, einer Schule, zwei Kirchen, Post- und Telegrafenstation, Gemischtwarenladen und zwei Zeitungen. Ein Minenjournal aus der Zeit berichtet von 50 Gebäuden in Belmont, von denen 20 Whiskyläden wären. Die Bevölkerung erreicht 1867 eine Stärke von 2000 Einwohnern und ist damit nach Virginia City die zweitgrößte Stadt des damaligen Nevada.
Die ersten Landwirte, Rancher und Farmer siedelten sich 1866 an und dank der zahlreichen Quellen konnte verschiedenes Getreide wie Weizen, Alfalfa und Roggen sowie Äpfel, Pfirsiche, Aprikosen und Beeren angebaut werden.
Handelsbeziehungen in umliegende Ortschaften entstanden und größere Lieferungen über San Francisco, Sacramento und Austin wurden notwendig.
In Belmont wurde 1868 die erste Erzmühle erbaut, sodass in dem Jahr Umsätze von 1,5 Mio. US-Dollar erwirtschaftet werden konnten.
Durch diese absehbare Entwicklung veranlasste die Regierung von Nevada bereits im Februar 1867, den Verwaltungssitz des Nye County von Ione nach Belmont zu verlegen. Anfangs wurde ein hölzernes Gebäude als Übergangslösung benutzt. Im September 1868 wurde ein gemauertes Gebäude an der Hauptstraße erworben und bezogen. Umbaumaßnahmen für die Belange als Verwaltungs- und Gerichtsgebäude konnten nicht alle notwendigen Anforderungen erfüllen, in erster Linie fehlte es an Platz.
Es dauerte dennoch bis 1875 um konkrete Pläne für einen zweckmäßigen Neubau zu fassen. 7 Architekten brachten Entwürfe ein und den Zuschlag erhielt die Zeichnungen des J. K. Winchell aus Carson City für 350 US-Dollar. Seine Vorstellung war ein zweistöckiger Ziegelbau aus gebrannten Ziegeln auf einem steinernen Fundament mit einer Grundfläche von 15 × 18 Metern. Für das Dach war eine Cupola und 6 Kamine vorgesehen. Der größte Teil des Zweckbaus war für Büros vorgesehen. Im Obergeschoss war der Gerichtssaal mit jeweils einem Nebenraum für die Geschworenen und einem für die Richter. Zwei Monate später war die Ausschreibung abgeschlossen und I.T.Benham aus Reno bekam den Auftrag mit dem günstigsten Angebot von 22.000 US-Dollar. Ein Bauplatz konnte für 650 US-Dollar von der Belmont Mining Company erworben werden.
Bereits im August wurde am Fundament gearbeitet und bis Ende September waren auf der Baustelle die Öfen für die Ziegelherstellung fertiggestellt.
Das Bauholz wurde aus dem Westen Nevadas über Palisade und Eureka angeliefert. Die Maurer arbeiten hart in Erwartung des herannahenden Winterwetters, sodass Mitte Dezember schon die Wände fertiggestellt waren.
Im folgenden Frühjahr 1876 wurden die Stahlplatten für den Gefängnistrakt eingebaut und im April wurde das Dach mit den Aufbauten vollendet. Die Arbeiten an der Inneneinrichtung konnten im Juni abgeschlossen werden und am 4. Juli konnte die Feierlichkeiten zum Unabhängigkeitstag im neuen Courthouse begangen werden.
Im gleichen Jahr machte sich schon ein Rückgang der Minenerträge bemerkbar. Ein kurzer Aufschwung war von 1883 und 1885 spürbar, kam aber zwischen 1886 und 1889 ins Stocken. 1903 wanderten viele Bergarbeiter ab nach Tonopah und folglich wurde der Verwaltungssitz des Countys 1905 ebenfalls dorthin verlegt.
Das Belmont Courthouse stand in der verlassenen Stadt jahrzehntelang offen zugänglich. Wind, Wetter und so manches Lebewesen haben ihre Spuren am und im Gebäude hinterlassen. 1974 übernahm die State Park Verwaltung das inzwischen baufällige Gebäude und renovierte es von Grund auf. Verschiedene Besucher hatten sich in den Zeiten des Leerstandes mit Kritzeleien, Inschriften, Ritzerei und Geschnitze an Wänden und Türrahmen des Gebäudes verewigt. Zu den prominentesten gehört der Geschäftsmann George Vucanovich, später Ehemann der Kongressabgeordneten Barbara Vucanovich. Umstritten ist die Authentizität eines wahrscheinlich mit einem Taschenmesser eingeritzten Textes Charlie Manson + family 1969. Eine Zeitzeugin von 1969, Rose Walter, verstorben in den späten 1980ern, war sich sicher, dass 1969 der wahrhaftige Charles Manson und die Manson Family für einige Zeit das Courthouse besetzten.
Im Belmont Courthouse State Historic Park ist ansonsten keine Infrastruktur für Touristen vorhanden, auch keine Tankstelle.

## Verweise
1. ↑  Informationsbroschüre zum Belmont Courthouse. (PDF) The Friends of the Belmont Courthouse, abgerufen am 10. Oktober 2021.
2. ↑  Belmont Courthouse. Travel Nevada, abgerufen am 10. Oktober 2021.
3. ↑  Belmont - Nevada Ghost Town